# Zeinisjoch
Zeinisjoch är ett bergspass i Österrike.   Det ligger i distriktet Bludenz och förbundslandet Vorarlberg, i den västra delen av landet, 500 km väster om huvudstaden Wien. Zeinisjoch ligger 1 844 meter över havet.